# Nexø
Nexø város Dániában, a Bornholm sziget keleti partján. Közigazgatásilag Bornholm regionális községhez tartozik; a sziget második legnépesebb települése. 2002. december 31-éig önálló község volt Bornholm megyén belül.

## Történelem
A 17. században Nexø egy jelentéktelen halászfalu volt a part mentén. 1645-ben kifosztották a svédek. A 18. században növekedésnek indult, de 1756-ban a település nagy részét tűvész pusztította. A kikötő csak a 19. században épült ki. Ezután a város a halfeldolgozás központja lett; a feldolgozó létesítmények a kikötő körül telepedtek meg.
1945. május 7-8-án a szovjet légierő bombázta Nexøt és Rønnét, súlyos károkat okozva. A település 900 épületéből 856 semmisült meg vagy szenvedett károkat. Az újjáépítés hét évig tartott; a svédek által ajándékozott szabvány faházak ma is jellegzetes elemei a városképnek.

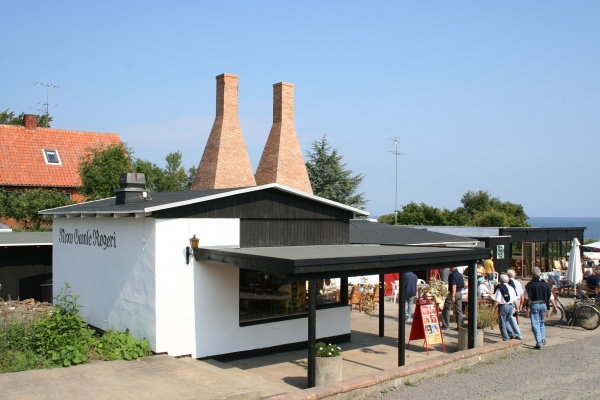
Régi halfüstölő

## Gazdaság
Nexøben található Bornholm legnagyobb halászkikötője. Ennek megfelelően jelentős a halászat és halfeldolgozás, illetve az ezt kiszolgáló hajógyártás, hálókészítés.

## Közlekedés
A kikötő Dánia legkeletibb fekvésű kikötője. 1900 és 1968 között Nexøt vasút kötötte össze Rønnével. A töltésen most kerékpárút vezet.

## Személyek
- Martin Andersen Nexø író – gyermekkorának egy részében (1877-től) itt élt, és innen vette írói nevét.